# Polyplocium
Polyplocium is een monotypisch geslacht van schimmels behorend tot de familie Agaricaceae. Het bevat alleen Polyplocium patagonicum.